# علاء الدين الدروبي
علاء الدين باشا بن عبد الحميد باشا الدروبي (1286هـ/1870م – 21 أغسطس 1920 م)، سياسي سوري شغل منصب رئيس وزراء سوريا لمدة شهر قبل اغتياله عام 1920.

## نشأته تعليمه
ولد علاء الدين الدروبي في حمص سنة 1870 م وتعلمَ فيها، ثم انتقل إلى الآستانة للدراسة. كان علاء الدين هو ثالث ثلاثة ذهبوا إلى الآستانة للدراسة العالية في معاهدها (وهم علاء الدين الدروبي ونجم الدين الدروبي وهاشم الأتاسي)، حيث درسوا الحقوق السياسيبة والأصول الدولية، وتخرج الثلاثة من معهد غلطة كما كان يسمى آنذاك. كان من بين العديد من أطباء السلطان عبد الحميد الثاني.

## مناصبه السياسية
عين علاء الدين الدروبي سفيرًا للباب العالي في البلقان ثم واليًا في مملكة اليمن ثم حاكما للبصرة.
بعد هزيمة الدولة العثمانية في الحرب العالمية الأولى، عاد الدروبي إلى سورية، واشترك في الوزارة التي شكَّلها هاشم الأتاسي سنة 1920 أيام الملك فيصل الأول وزيرًا للداخلية، ولمّا غادر فيصل سورية كُلِّف علاء الدين من قبل الفرنسيين في يوليو 1920 بتأليف وزارة جديدة ففعل.

### الوزارة الدروبية
في الرابعة بعد ظهر يوم الأحد 25 يوليو (تموز) عام 1920، دخلت قوات الاحتلال الفرنسي دمشق، بعد معركة ميسلون التي استشهد فيها وزير الدفاع السوري يوسف العظمة.
بعد معركة ميسلون ودخول الجنرال غورو دمشق استقالت وزارة هاشم الأتاسي، فكلّف الملك فيصل علاء الدين الدروبي بتأليف وزارة جديدة (وهي الثالثة في عهد فيصل)، فشكّلها الدروبي محتفظًا بثلاثة من الوزراء السابقين منهم فارس الخوري الذي بقي وزيراً للمالية.
كانت وزارة علاء الدين الدروبي هي أول وزارة تشكل خلال فترة الانتداب؛ إذ تشكلت يوم 28 يوليو (تموز) 1920 مع بدء الاحتلال الفرنسي وانتهت بمقتل الدروبي يوم 21 أغسطس (آب) 1920.
يبرر فارس الخوري اشتراكه في هذه الوزارة تحت الاحتلال الفرنسي بقوله:
| علاء الدين الدروبي | قبلت أن أشترك مع السيد علاء الدين الدروبي في الحكم لرغبتنا في ألاّ يدخل الفرنسيون دمشق وهي بدون حكومة وطنيّة، فيفرضوا حكمهم المباشر متذرّعين بهذا الفراغ... وليبقى للبلاد كيانها واستقلالها ولو من الناحية الشكلية... | علاء الدين الدروبي |

#### تشكيل الحكومة
1. السيد علاء الدين الدروبي.
2. السيد عبد الرحمن اليوسف.
3. السيد جميل الألشي.
4. السيد عطا الله الأيوبي.
5. السيد فارس الخوري.
6. السيد محمد جلال الدين.
7. السيد بديع المؤيد العظم.
8. السيد يوسف الحكيم.[1]

## اغتياله
بعد يومين من احتلال دمشق (أي يوم الثلاثاء 27 يوليو (تموز) 1920) أذاع قائد الحملة الفرنسية التي احتلت دمشق الجنرال غوابيه بلاغا جرد بموجبه الملك فيصل من سلطة الحكم وفرض غرامة حربية على سورية قدرها 10 ملايين ليرة ذهبية باسم تعويض لفرنسا عن خسائر الحرب، كما حُل الجيش السوري ونُزع سلاحه وطالب بتسليم كبار المذنبين (الوطنيين) ليحاكموا أمام المحكمة العسكرية، وطلب نزع سلاح الأهالي وفرض عليهم تسليم قوات الانتداب الفرنسي 10 آلاف بندقية.
وعلى الأثر نشر علاء الدين الدروبي رئيس الوزراء قرارًا يتضمن توزيع هذا المبلغ على المدن والمحافظات السورية. وشرع علاء الدين الدروبي في جمع الغرامة.
كانت السلطات الفرنسية قد أرسلت ـ عقب احتلالها لسورية ـ مفرزة مؤلفة من عشرين جنديا سنغاليًا إلى حوران، غير أن أهل حوران منعوا مجيء هذه القوة وأجبروها على العودة إلى دمشق بنفس القطار الذي قدموا به.
اهتم الفرنسيون لهذا التحدي الذي يحول دون توطيد كيانهم في تلك المنطقة، ورأى الدروبي أن يزور حوران لتهدئة الخواطر، ولإقناع زعمائها بتلبية دعوة الجنرال غورو للبحث معهم في شأن الغرامات التي فرضها على منطقتهم، والاتفاق معهم على كيفية الدفع. غير أن زعماء حوران أبوا الحضور، وكان الوفد يتألف من رئيس الوزراء يرافقه عبد الرحمن باشا اليوسف رئيس مجلس الشورى (نظرا لما كان يظنه نفوذًا على الحوارنة لوجود صلة مودة بينه وبين السيد فارس الزعبي أحد زعماء الحوارنة)، والسيد عطا الأيوبي وزير الداخلية، والشيخ عبد القادر الخطيب، والسيد أحمد الخاني مرافق رئيس الدولة والسيد منير بدر خان.
ابناؤه: وليد، جوجو، كندرجي
قبل أن يغادر الوفد دمشق كان الخبر قد وصل إلى شيوخ العشائر في حوران، ويذكر الزعيم السوري الدكتور عبد الرحمن الشهبندر في مذكراته أن الشيخ فواز البركات الزعبي دعا فور وصول الخبر إليه المجاهدين أحمد مريود ونبيه العظمة والأمير محمود الفاعور بني العباس للاجتماع في منطقة الأزرق، وتمَّ الاتفاق في الاجتماع على قتل جميع أعضاء الوفد ومصادرة القطار الذي سيحضرهم وتحريكه إلى عمَّـان، وتمَّ تكليف عدد من الثوار وشباب العشائر الحورانية لتنفيذ المهمة عند وصول الوفد إلى خربة غزالة.
عندما اتصل خبر هذه الزيارة بمتصرف حوران «أبي الخير الجندي»، أبرق المتصرف إلى وزير الداخلية يعلمه بأن الشعب الحوراني في هياج، وأن الوضع الراهن يستوجب تأجيل الزيارة ريثما تهدأ الحالة، ولما علم بإصرار رجال الحكومة على المجيء عززها ببرقية ثانية بين فيها خطورة الحالة، والعدول عن الزيارة مؤقتا. وصلت البرقية الأولى بالفعل إلى وزير الداخلية، أما الثانية فقد تأخر تسليمها ـ لأمر ما ـ دقائق معدودات كان خلالها رجال الحكومة المشار إليهم قد ركبوا القطار في طريقهم إلى درعا.
وما إن وصل القطار الذي يقلُّ رجال الحكومة إلى محطة خربة غزالة حتى أمطره الثوَّار وشباب العشائر الحورانية بالرصاص، فقُتل رئيس الحكومة علاء الدين الدروبي على الفور، وهرب رئيس مجلس الشورى عبد الرحمن اليوسف إلى مخفر الشرطة فلحق به الثوار وقتلوه هناك، كما قتل معظم الضباط والجنود الفرنسيين المرافقين للوفد.
ويقرر موقع آل الدروبي أن الدروبي واليوسف اغتيلا «خطأ» على يد الجماهير الثائرة ضد الاستعمار.

## رد الفعل الفرنسي على اغتياله
عقب الواقعة، وجه الجنرال غورو (المندوب السامي لحكومة الانتداب الفرنسي على لبنان وسوريا،) برقية تعزية إلى أعضاء حكومة دمشق وأسرتي الدروبي واليوسف، هذا نصها:
| علاء الدين الدروبي | برقية من فخامة الجنرال غورو المندوب السامي للجمهورية الإفرنسية في سورية وكيليكيا وقائد جيش الشرق العام: إلى أعضاء حكومة دمشق وأسر علاء الدين الدروبي وعبد الرحمن باشا يوسف. لقد ساءني أني فوجئت بمصرع علاء الدين بك الدروبي رئيس مجلس الوزراء، وعبد الرحمن بك اليوسف رئيس مجلس الشورى، وإني أعرب لأعضاء حكومة دمشق ولأسرتيهما الكريمتين عن عواطف التعزية الخالصة. لقي علاء الدين بك الدروبي وعبد الرحمن باشا اليوسف حتفهما إبان قيامهما بمهمة التوفيق الشريفة التي باشرا بها. وإني أواسي جميع الذين كانوا يحبونهما ويجلبون قدرهما من الأهلين والخلان، وأشارك في الأسف سائر من يعملون قدر الخدمات التي قاما بها للبلاد. عاليه- في 21 آب 1920 الجنرال غورو | علاء الدين الدروبي |

أثار مقتل الدروبي ومن معه غضب الفرنسيين، فأرسل الجنرال غوابيه ـ قائد الفرقة الثالثة لجيوش الشرق الفرنسية في سوريا ـ في 2 أيلول 1920 إنذارًا شديد اللهجة لشيوخ وأهالي حوران لتسليم ثوَّار عملية خربة غزالة للفرنسيين، ولكن الإنذار الفرنسي قوبل من الثوَّار بتصعيد في عملياتهم ضد المحتلين الفرنسيين.
وقد اعتبرت فرنسا أن المسؤول عما وقع هو الأمير فيصل، الذي اجتمع بزعماء حوران عندما مر من درعا وحرضهم على الثورة، واعدًا إياهم أنه لن يتنازل عن عرشه في سورية، وقد أمر غورو حكومة دمشق المعينة من قِبله بفرض غرامات على الحوارنة، وحُددت دية الدروبي بعشرة آلاف ليرة ذهبية، ودية عبد الرحمن اليوسف مثلها، وخمسة آلاف دية المقتول وحيد عبد الهادي، وخمسة آلاف دية كل فرنسي برتبة ضابط وخمسمائة ليرة ذهبية عن كل جندي فرنسي، ومائة ألف ليرة ذهبية غرامة حربية، وإدانة الثوار الذين نفذوا عملية القتل بأعضاء الوفد والحكم عليهم بالإعدام وهم: إبراهيم سليم الزعبي، وشقيقه فرحان سليم الزعبي وفارس أحمد الزعبي وفرحان سليم الزعبي وصلاح المصري ومحمد يوسف الحريري، وقاسم الداغر، وثلاثة غيرهم.

## دفنه
بعد مقتل الدروبي نقل جثمانه إلى مسقط رأسه حمص حيث دفن فيها.